# Carton House

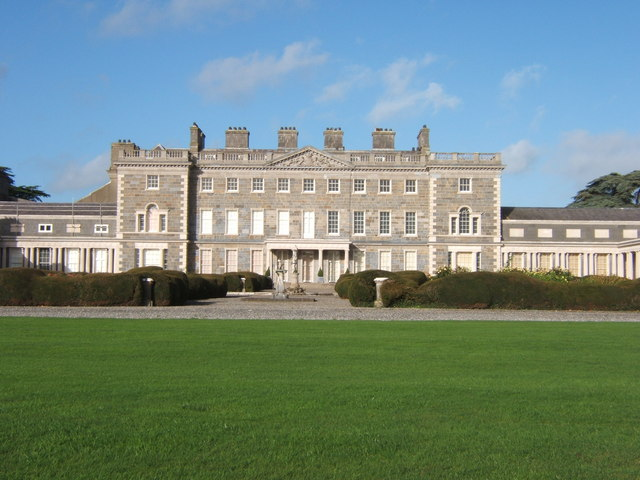
Carton House 2005

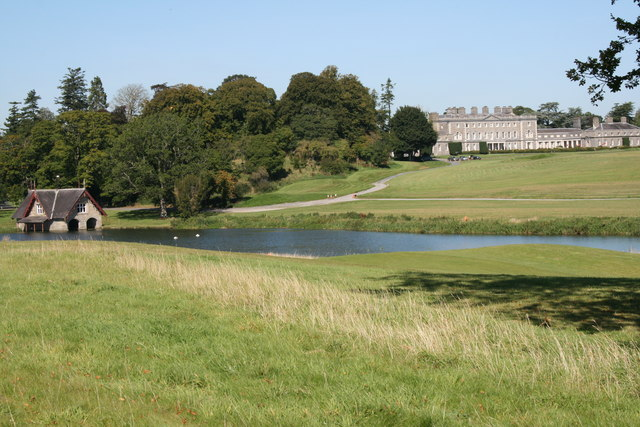
Carton House 2009 mit Bootshaus

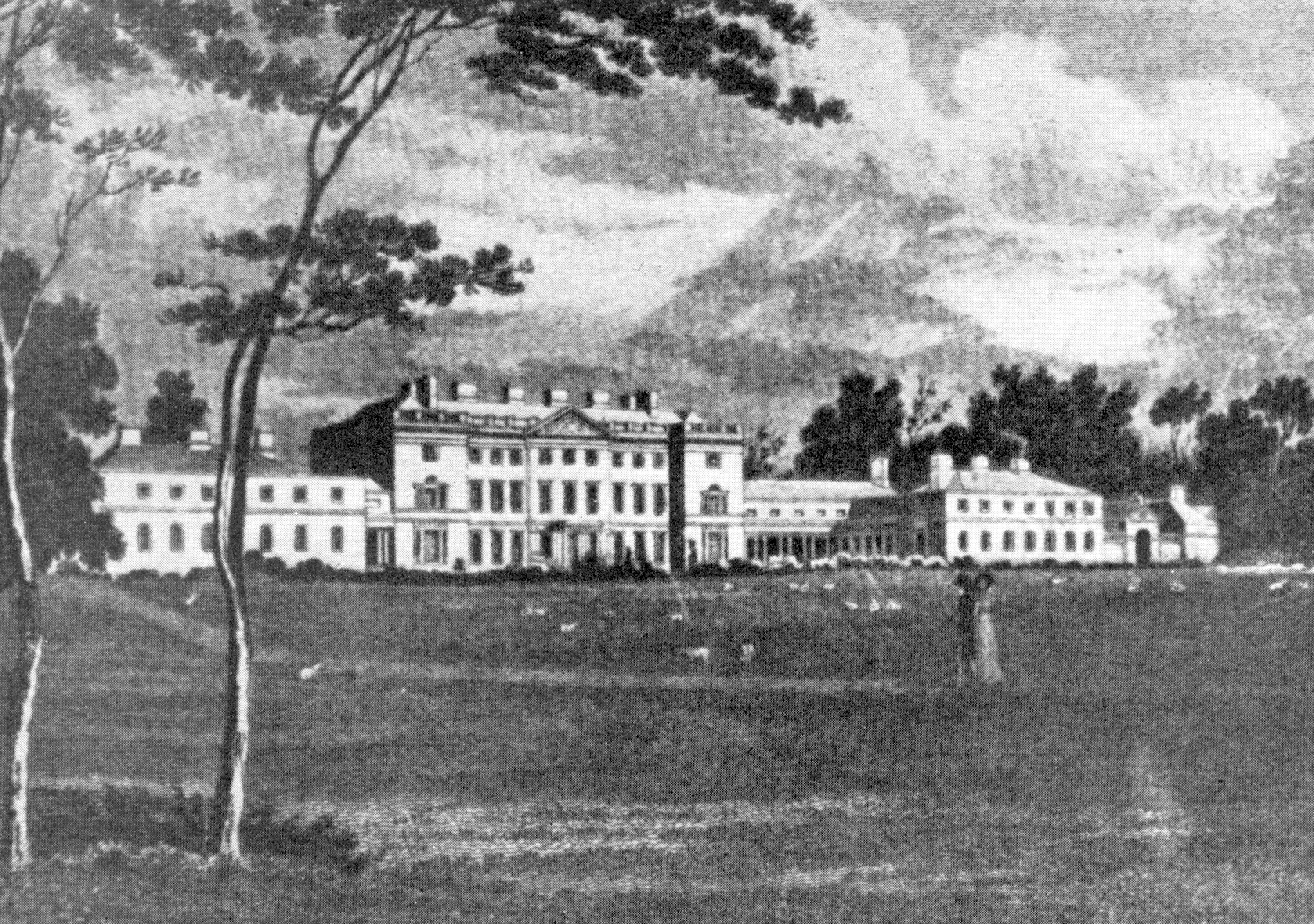
Carton House 1824

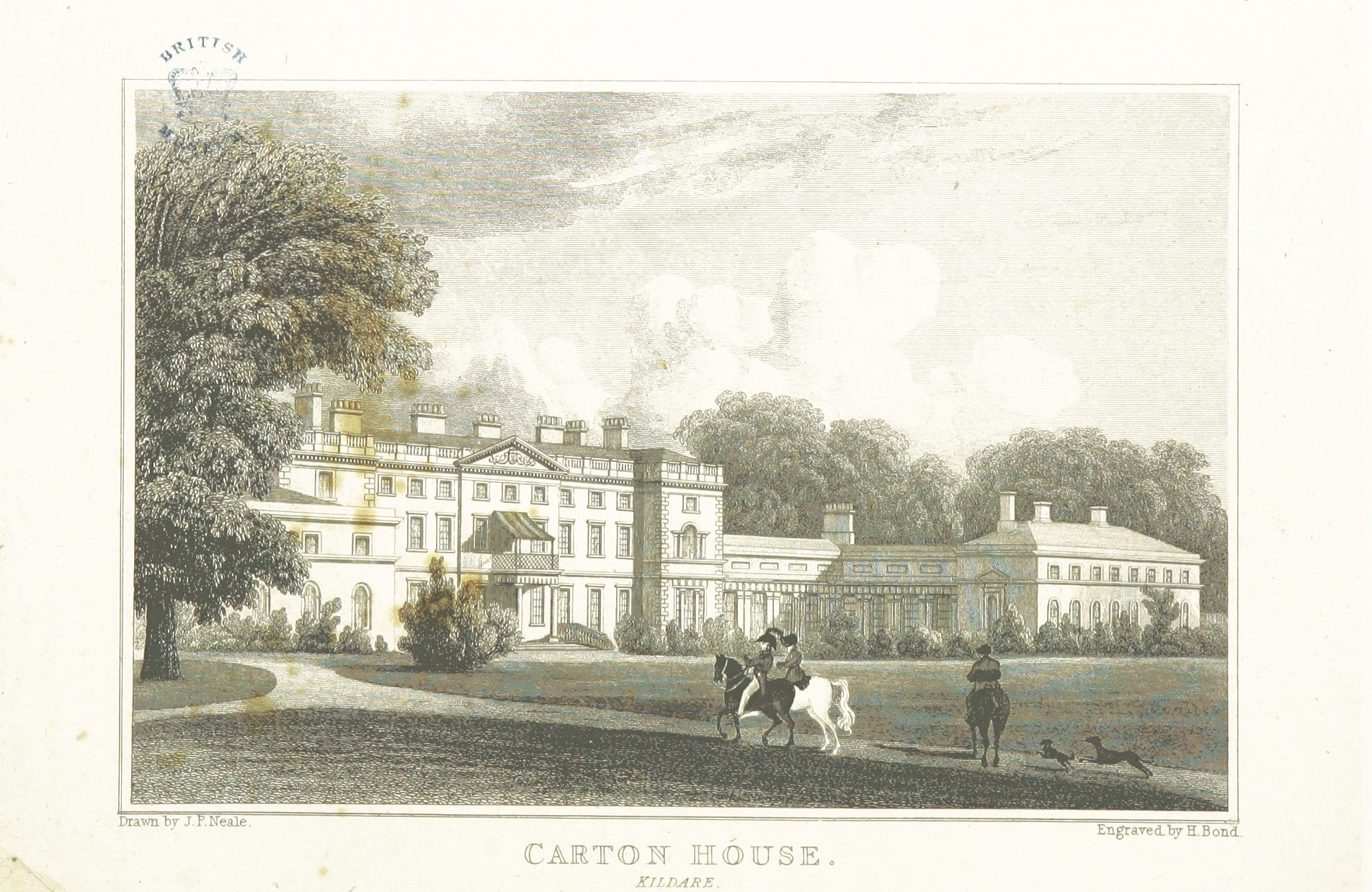
Carton House 1824

Carton House (irisch Teach Chartún) ist ein Landhaus in Maynooth im irischen County Kildare. Das umgebende Landgut bedeckt eine Fläche von 4,5 km². Es war der Familiensitz der Earls of Kildare und Dukes of Leinster. 200 Jahre lang war das Landgut das beste Beispiel in Irland für einen in georgianischer Zeit entstandenen Landschaftspark. In den 2000er-Jahren wurde der größte Teil des Landgutes in zwei Golfplätze umgewandelt und das Landhaus in einen Hotelkomplex.

## Geschichte

### Anfänge des Landgutes Carton
In seiner mehr als 800-Jährigen Geschichte hat das Landgut Carton (englisch Carton Demesne) viele Veränderungen durchgemacht. Das Anwesen kam in Besitz der Familie FitzGerald bald, nachdem Maurice FitzGerald, Lord of Lanstephan (ca. 1105–1176), ein cambro-normannischer Adliger, eine aktive Rolle bei der Einnahme von Dublin durch die Normannen im Jahre 1170 spielte und dafür zum Lord of Maynooth, einem Gebiet, in dem heute Carton House liegt, erhoben wurde.
Sein Sohn, Gerald FitzMaurice (ca. 1150–1204) wurde iure uxoris 1. Baron Offaly und sein Nachfahre John FitzGerald, 4. Baron of Offaly, (ca. 1250–1316) wurde 1315 zum 1. Earl of Kildare. Unter Gerald FitzGerald, 8. Earl of Kildare (ca. 1456-ca. 1513), der lange das Amt des Lord Deputy of Ireland innehatte, erreichten die FitzGeralds die Vorherrschaft als eigentliche Herrscher der Lordschaft Irland in den Jahren 1477–1513. Die Lordschaft Irland wurde 1542 vom Königreich Irland abgelöst.
Aber der Enkel des 8. Earls, Thomas FitzGerald, 10. Earl of Kildare, (1513–1537), der Silken Thomas genannt wurde, wurde zusammen mit seinen fünf Onkeln im Februar 1537 in Tyburn hingerichtet, weil er einen Aufstand gegen die englische Krone angeführt hatte. Silken Thomas, vorzeitig als Lord Offaly eingesetzt, hatte das Earldom im Dezember 1534 übernommen. Auch wenn die FitzGeralds später ihre Ländereien und Titel zurückbekamen, erreichten sie doch nicht mehr ihre Stellung beim irischen oder beim britischen Hof, bis Robert FitzGerald, 19. Earl of Kildare, (1675–1743) ein bekannter Staatsmann wurde.

### Das erste Haus in Carton
Das erste Mal wurde ein Haus in Carton Anfang des 17. Jahrhunderts erwähnt, als Sir William Talbot, 1. Baronet, von Gerald FitzGerald, 14. Earl of Kildare, († 1612) Ländereien verpachtet bekam und ein Haus bauen hat lassen sollen. Haus und Ländereien wurden 1691 von der Krone konfisziert und 1703 an Majorgeneral Richard Ingoldsby, den Master General of the Ordnance, verkauft.

### Die Anfänge des heutigen Hauses
1739 kaufte der 19. Earl of Kildare die Pacht zurück und beauftragte Richard Cassels (1690–1751) mit dem Entwurf für das heute noch erhaltene Haus. Im selben Jahr kaufte die Familie FitzGerald Frescati House. Cassels war auch für andere großartige irische Häuser verantwortlich, z. B. Castle Hume an den Ufern des Lough Erne im County Fermanagh, Summerhill House im County Meath, Westport House im County Mayo, Powerscourt House im County Wicklow und 1745 Kildare House (später umbenannt in Leinster House) in Dublin, das er auch für die FitzGeralds baute.
1747 heiratete James FitzGerald, 20. Earl of Kildare, (1766 erhoben zum 1. Duke of Leinster) Lady Emily Lennox, Tochter von Charles Lennox, 2. Duke of Richmond, und Urenkelin des englischen Königs Karl II. Lady Emily spielte eine wichtige Rolle in der Gestaltung des Hauses und des Anwesens, wie es heute ist. Sie schuf den China Room (Schlafgemach für Königin Victoria) und schmückte das berühmte Shell Cottage auf dem Landgut mit Muscheln aus der ganzen Welt. Eines von Lady Emilys 23 Kindern war der bekannte irische Patriot Lord Edward FitzGerald, ein Führer der Rebellion von 1798.

### 19. Jahrhundert
Carton House blieb bis 1815 unverändert; dann beschloss Augustus FitzGerald, 3. Duke of Leinster, (1791–1874), Leinster House an die Dublin Society (ab 1820 Royal Dublin Society) zu verkaufen und Carton House zu seinem Hauptsitz zu machen. Er beauftragte Sir Richard Morrison mit der Erweiterung und Umgestaltung des Hauses. Morrison ersetzte die bogenförmigen Kolonnaden durch gerade Verbindungen, um zusätzliche Räume zu erhalten, z. B. das berühmte Speisezimmer. Damals wurde auch der Eingang des Hauses auf die Nordseite verlegt.

### 20. und 21. Jahrhundert
Carton House blieb bis zum Anfang des 20. Jahrhunderts in Besitz der FitzGeralds, dann verkaufte Edward FitzGerald, 7. Duke of Leinster, (1892–1976) sein Leibgedinge an einen Geldverleiher, Sir Harry Mallaby-Deeley, 1. Baronet, um seine Spielschulden in Höhe von £ 67.500 zu bezahlen. Der 7. Duke, der „Lord Edward FitzGerald“ genannt wurde, bis er im Februar 1922 das Herzogtum erbte, war ursprünglich nur der Dritte in der Erblinie, sodass er niemals dachte, er würde das Herzogtum erben. Aber seine beiden älteren Brüder blieben unverheiratet und starben vor ihm.
Sein ältester Bruder war Maurice FitzGerald, 6. Duke of Leinster, (1887–1922), der das Herzogtum und die Ländereien als Kind im Dezember 1893 geerbt hatte, aber an ernsten psychischen Krankheiten litt. Der 6. Duke lebte von 1907 bis zu seinem Tod im Februar 1922 in einem Haus auf dem Anwesen des psychiatrischen Krankenhauses Craig House in Edinburgh. Der zweitälteste Bruder von Lord Edward war Major Lord Desmond FitzGerald (1888–1916), ein Offizier der Irish Guards, der bei einem Unfall während einer Granatenvorführung in Calais im Ersten Weltkrieg getötet wurde. So erbte Lord Edward das Herzogtum und die Reste des Landguts Carton im Februar 1922 und wurde der 7. Duke. So ging der größte Teil des Anwesens an die FitzGerald-Dynastie verloren. Carton House und die Reste des Anwesens verkauften der 7. Duke und sein Sohn, Gerald FitzGerald, 8. Duke of Leinster (1914–2004), Ende der 1940er-Jahre.
Angeblich kam 1923 eine örtliche Abteilung der IRA nach Carton House, um es niederzubrennen. Sie wurden aber dadurch gestoppt, dass ein Familienmitglied der FitzGeralds ein großes Gemälde von Lord Edward FitzGerald an die Tür brachte und darauf hinwies, dass sie das Haus eines bekannten irischen Patrioten niederbrennen würden.
Im Zweiten Weltkrieg war Carton House von der irischen Armee belegt, die das Gebäude als Hauptquartier für die 2. Infanteriedivision nutzten.
1949 kaufte Ronald Nall-Cain, 2. Baron Brocket, (1904–1967), ein Multi-Millionen-Pfund schwerer Tory-Adliger, Geschäftsmann und Mitglied der alten Ulster-Familie Ó Catháin (O’Kane), dessen Hauptresidenz Brocket Hall in Hertfordshire in England war, das Haus. Lord Brocket vermachte Carton House seinem jüngeren Sohn, David Nall-Cain, der später auf die Isle of Man zog und das Haus 1977 an die Familie Mallaghan verkaufte.
2017 verkaufte die Familie Mallaghan Carton House an John Mullen für € 57 Mio.

### Kauf durch den Staat?
Von 1977 bis 2017 gehörten Carton House und sein Landgut der Familie Mallaghan und in den 1980er- und 1990er-Jahren kam die irische Regierung unter öffentlichen und politischen Druck, Haus und Anwesen zu kaufen, aber sie entschied sich dagegen.

### In Film und Fernsehen
Das Haus wurde von vielen Film- und Fernsehschaffenden als Drehort genutzt. Zwei der dort gedrehten Filme sind Stanley Kubricks Barry Lyndon 1975 und The Big Red One 1980. Die Hauptrollen spielten Ryan O’Neal (als irischer Abenteurer im 18. Jahrhundert zum Soundtrack von The Chieftains), bzw. Lee Marvin. Einige Szenen für den Film Verlobung auf Umwegen mit Amy Adams, Matthew Goode und Adam Scott in den Hauptrollen wurden 2009 in Carton House gedreht.
Regisseur Blake Edwards und seine Gattin, die Schauspielerin Julie Andrews, lebten über den Sommer und Herbst 1969 in Carton House, während sie den Film Darlin Lili drehten. Rock Hudson, der neben Andrews auch eine Hauptrolle spielte, lebte in dieser Zeit ebenfalls auf dem Anwesen. Das Haus selbst taucht in verschiedenen Innen- und Außenaufnahmen im Film auf.
Später diente Carton House als Hauptdrehort des irischen Fernsehdramas Love/Hate.

### Umbau in ein Hotel mit Golfplätzen
Im Jahr 2000 wurde Carton House in ein „Premier Golf Resort and Hotel“ umgebaut, eine Aktion, die von historischen Kommissionen, wie An Taisce verurteilt und im Seanad Éireann von Senator David Norris kritisiert wurde. Ein Hotel wurde an das Haupthaus angebaut und es so drastisch verändert, während das im 18. Jahrhundert gestaltete Grundstück in zwei Golfplätze umgewandelt wurde.

## Anwesen

### Tyrconnell Tower

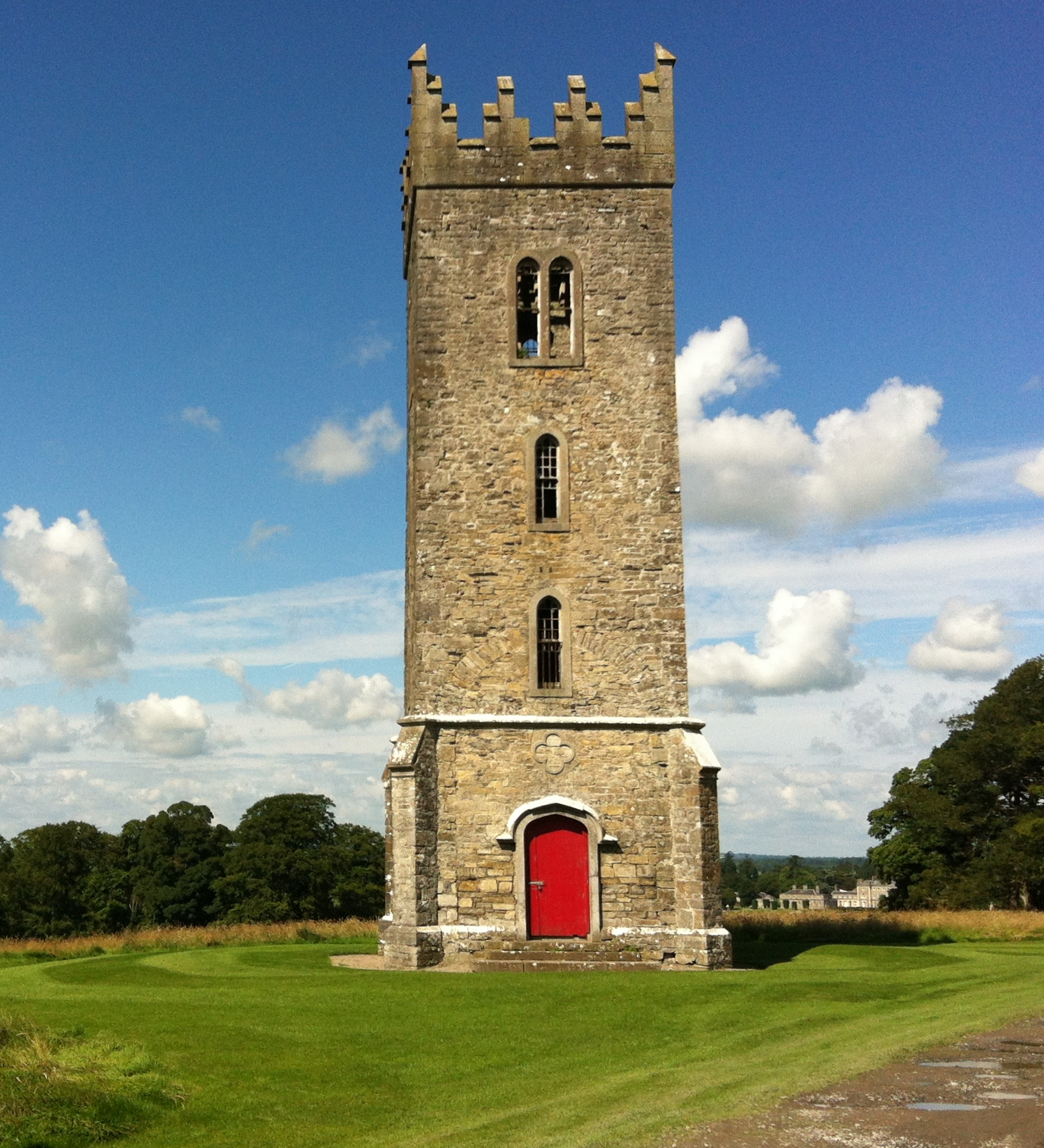
Tyrconnell Tower

Den Tyrconnell Tower ließ angeblich Richard Talbot, 1. Earl of Tyrconnell, ursprünglich als Mausoleum errichten. Sein offizieller Name lautet „The Prospect Tower“.

### Shell Cottage
Die bekannte Shell Cottage ist ein seltsames Bauernhaus, das einst ein Schindeldach hatte und außen und innen mit Meeresmuscheln dekoriert ist. Es wurde für Emily, Duchess of Leinster (1731–1814), Gattin von James FitzGerald, 1. Duke of Leinster, errichtet.

## Sport

### Golf
Der Carton House Golf Club hat zwei Golfplätze, einer entworfen von Mark O’Meara und 2002 eröffnet und der andere entworfen von Colin Montgomerie und 2003 eröffnet. Der erste ist Parklandplatz, der das hügelige Land des Anwesens und die Wasser des River Rye nutzt, während der andere kopfhohe Topfbunker, „schnelllaufende“ Grüns und enge Fairways hat.
Auf Carton House fand 2005 und 2006 das Nissan Irish Open der European Tour statt, nachdem bereits 2004 und 2005 dort die AIB Amateur Open Championship stattgefunden hatte. 2006 erhielt der Carton House Golf Club als erster irischer Golfclub den Umweltpreis Committed to Green der International Committed to Green Foundation und wurde von der International Association of Golf Tour Operators zum europäischen Golf-Resort des Jahres 2008 gekürt. Das Irish Open 2013 wurde von 27. bis 30. Juni auf dem Montgomerieplatz von Carton House abgehalten.

#### Golfing Union of Ireland
Die Golfing Union of Ireland (GUI), die am längsten etablierte Golfunion der Welt, hat ihr Hauptquartier auf dem Landgut von Carton House. Dort findet sich auch die National Academy der GUI, ein 8,9 Hektar großes Trainingsgelände für angehende Golfer sowie Einrichtungen für alle Golfer in Irland.

### Rugby
Die Irish Rugby Football Union (IRFU) nutzt seit 2010 Haus und Landgut als Trainingseinrichtung.

### Fußball
Eine Reihe von Fußballteams kommt zum Vorsaisontraining nach Carton House. Newcastle United war das erste Team, das auf den Einrichtungen der Platinum One Group trainierte. Real Madrid war das zweite Team, das 2009 auf Carton House kam. Die Shamrock Rovers trainierten dort vor der Saison 2010. Der FC Chelsea und Birmingham City haben in der Einrichtung trainiert. 2008 war das brasilianische Nationalteam da. Im Juli 2010 hielten die Wolverhampton Wanderers ein eine Woche langes Training hier ab. In einem Interview mit dem irischen Fernsehen erwähnte deren Trainer, Mick McCarthy, dass der FC Middlesbrough später noch kommen würde. Im Juli 2013 hielt Birmingham City ein eine Woche langes Trainingscamp ab. 2016 verbrachte Newcastle United in der Vorsaison eine Woche in Carton House und kehrten auch 2017 und 2018 für jeweils eine Woche in der Vorsaison zurück. Auch der FC Burnley war in der Vorsaison 2017 eine Woche zu Besuch.

### Gaelic Athletic Association
Die Gaelic Athletic Association von Dublin nutzte im Sommer 2009 das Landgut von Carton House zum Training.